# Xã Madison, Quận Hancock, Iowa
Xã Madison (tiếng Anh: Madison Township) là một xã thuộc quận Hancock, tiểu bang Iowa, Hoa Kỳ. Năm 2010, dân số của xã này là 714 người.